# Trużenik (obwód twerski)
Trużenik (ros. Труженик) – osiedle w Rosji, w obwodzie twerskim, w rejonie maksatichińskim. W 2010 liczyło 205 mieszkańców.